# 마리아 크리스티나 디 보르보네두에시칠리에 왕녀
양시칠리아의 마리아 크리스티나(Maria Cristina di Borbone-Due Sicilie, 1806년 4월 27일 ~ 1878년 8월 22일)는 스페인의 왕 페르난도 7세의 네 번째 왕비이다.

## 생애

### 스페인 왕비
양시칠리아 왕국의 국왕 프란체스코 1세와 왕비 스페인의 마리아 이사벨 사이에서 태어났다. 1829년 12월 11일 페르난도 7세와 마드리드에서 결혼식을 올렸다. 페르난도 7세는 마리아 크리스티나의 외숙부인 동시에 고모부(프란체스코 1세의 여동생 마리아 안토니아의 남편)였다. 앞서 세 번의 결혼을 통해 후계자를 얻지 못한 페르난도 7세는 그녀에게 아들을 기대했으나 마리아 크리스티나는 두 딸을 낳았다.
- 이사벨 2세(1830~1904) 스페인 여왕
- 루이사 페르난다(1832~1897)

1833년 9월 29일 페르난도 7세가 죽고 왕위계승법이 바뀌면서 스페인의 왕위는 큰딸 이사벨이 물려받았다. 그러나 살리카 법에 의거한 기존의 왕위계승법에 따르면 왕위는 페르난도 7세의 동생 몰리나 백작 카를로스가 물려받게 되어 있었다. 그는 조카딸의 즉위에 반발하여 카를로스 전쟁을 일으켰다. 카를로스 측은 페르난도 7세는 후계자로 동생을 지명했는데 마리아 크리스티나가 이를 무시했으며 이사벨을 후계자로 인정한 페르난도 7세의 서명은 위조된 것이라고 주장했다. 보수적이고 봉건적인 카를로스의 지지자들과는 달리 마리아 크리스티나와 이사벨 2세의 지지자들은 자유주의자들이었다. 최종적으로 카를로스 전쟁은 이사벨 측의 승리로 끝이 났다.

### 두 번째 결혼
1833년 12월 28일 마리아 크리스티나는 왕실 경호관 아구스틴 페르난도 무뇨스와 비밀리에 결혼을 했다. 그녀는 두 번째 남편과의 사이에서 일곱 명의 자녀를 두었다.
- 마리아 암파로(1834~1864)
- 마리아 데 로스(1835~1903)
- 아구스틴(1837~1855)
- 페르난도(1838~1910)
- 마리아 크리스티나(1840~1921)
- 안토니오 데 바두아(1842~1847)
- 호세(1846~1863)

마리아 크리스티나는 대신들과의 사이가 좋지 않았고, 재혼 사실이 알려지면서 국민들의 신망도 잃었다. 의회와 군대는 그녀에게서 여왕의 섭정으로서의 권리를 박탈하고 마리아 크리스티나 부부를 스페인에서 추방했다. 1844년 친정을 시작한 이사벨 2세는 어머니와 새아버지를 스페인으로 불러들이고 두 사람에게서 태어난 형제들에게 스페인 귀족 작위를 주었다. 그러나 마리아 크리스티나는 여전히 국민들에게 미움을 받고 있었고 1854년 프랑스로 망명했다.
1868년 스페인의 왕정이 붕괴하고 국왕의 자리에서 퇴위한 이사벨 2세는 어머니가 있는 프랑스로 망명했다. 1874년 이사벨 2세의 장남 알폰소 12세가 스페인의 국왕으로 즉위하게 되었다. 마리아 크리스티나나 이사벨 2세가 알폰소 2세의 통치에 영향력을 행사하지 못하도록 두 사람의 스페인 거주는 거부되었다. 1878년 마리아 크리스티나는 프랑스의 르아브르에서 서거했다.